# Домлян
Дòмлян е село в Централна България, община Карлово, област Пловдив.

## География
Село Домлян се намира на около 46 km север-североизточно от областния център град Пловдив, около 14 km югоизточно от общинския център град Карлово и около 10 km юг-югозападно от град Калофер. Разположено е западно от планинския рид Стражата (Кръстец), който свързва Братанския район на Сърнена Средна гора на юг с Калоферска планина – дял на Стара планина, на север. Надморската височина в центъра на селото е около 324 m и нараства на изток до около 340 – 350 m. Климатът е преходно-континентален. Язовир Домлян, чиято стена е разположена непосредствено до северния край на селото, е построен на Свеженска река.
Общински път свързва Домлян: на запад и север през селата Горни Домлян и Куртово с първокласния републикански път I-6 (Подбалкански път), водещ към Карлово на запад и Калофер на изток; на югозапад през село Пролом с град Баня и минаващия през града второкласен републикански път II-64; на югоизток през село Мраченик до връзка с второкласния републикански път II-56.
Землището на село Домлян граничи със землищата на: село Горни Домлян и град Калофер на север; село Свежен на изток; село Мраченик на югоизток; село Отец Паисиево на юг; село Пролом на югозапад; село Бегунци на запад.
Етническият състав на населението на село Домлян по численост и дял на етническите групи според преброяването през 2011 г. е:
| Етнически групи     | Численост | Дял (в %) |
| Общо                | 405       | 100       |
| Българи             | 386       | 95,31     |
| Турци               | ...       | ...       |
| Цигани              | 13        | 3,21      |
| Други               | ,,,       | ...       |
| Не се самоопределят | ...       | ...       |
| Не отговорили       | 1         | 0,25      |

Към 15 март 1924 г. в село Домлян има регистрирани: 307 души по постоянен адрес; 331 души по настоящ адрес; 250 души по постоянен и настоящ адрес в същото населено място.
Числеността на населението на село Домлян по данните от преброяванията от 1934 г. насам се променя както следва:
| \| Година на преброяване \| Численост \| \| --------------------- \| --------- \| \| 1934 \| 1367 \| \| 1946 \| 1177 \| \| 1956 \| 1057 \| \| 1965 \| 928 \| \| 1975 \| 856 \| \| 1985 \| 700 \| \| 1992 \| 581 \| \| 2001 \| 473 \| \| 2011 \| 405 \| \| 2021 \| 308 \| |           |
| Година на преброяване | Численост |
| 1934 | 1367      |
| 1946 | 1177      |
| 1956 | 1057      |
| 1965 | 928       |
| 1975 | 856       |
| 1985 | 700       |
| 1992 | 581       |
| 2001 | 473       |
| 2011 | 405       |
| 2021 | 308       |

## История
След Руско-турската война 1877 – 1878 г. по Берлинския договор 1878 г. село Домлян – тогава с име Долни Омарбас, остава в Източна Румелия. Село Долни Омарбас е присъединено към България след Съединението 1885 г. Преименувано е на Домлян през 1934 г.
Църквата „Свети Георги“ в село Долни Омарбас (Домлян) е изградена през 1864 г. През 1928 г. е почти разрушена от Чирпанското земетресение; впоследствие е ремонтирана основно.
Училище в село Долни Омарбас (Домлян) е открито след Освобождението през 1878 г.; обучавало е деца предимно от селото. Училището е основно от 1921 г. През 1938 г. е построена нова сграда. През 1970 г. училището е закрито и учениците са прехвърлени към Народно основно училище – село Ведраре.
Кредитна кооперация „Подкрепа“ е основана в селото през 1907 г. като земеделско спестовно дружество; от 1918 г. се нарича кредитна кооперация. Основните ѝ задачи са: да кредитира своите членове – селскостопански производители с нисколихвени заеми; да се грижи за набавянето на земеделски инвентар, машини, семена и добитък. Кооперацията се управлява от управителен и контролен съвети и общо събрание на членовете. През периода 1947 – 1952 г. наименованието е Всестранна кооперация „Подкрепа“, а от 1952 г. до 1954 г. – Селска потребителна кооперация „Подкрепа“. През април 1954 г. кооперацията се слива с тази в село Бегунци и прекратява самостоятелното си съществуване. През 1968 г. кооперацията в село Бегунци се слива с кооперацията на село (от 2002 г. – град) Баня, а кооперацията в Домлен – тази в село Ведраре. От 1968 г. Домленската кооперация също преминава към кооперацията в село Баня.
Читалище „Самообразование“ в село Долни Омарбас (Домлян) е създадено през 1923 г. През 2009 г. на законово основание към наименованието му е добавена годината на неговото първоначално създаване и то става „Самообразование-1923 г.“.

## Обществени институции
Село Домлян към 2025 г. е център на кметство Домлян.
В село Домлян към 2025 г. има:
- читалище „Самообразование-1923 г.“;[17]
- православна църква „Свети Георги“;[18]
- пощенска станция.[19]

## Културни и природни забележителности
Военен паметник в чест на загиналите през войните 1912 – 1913 г., 1915 – 1918 г. и 1944 – 1945 г. жители на селото е построен и открит през 2013 г. в градинката в центъра на Домлян.
Кукерските празници са характерни за Домлян и се организират в селото на Сирни Заговезни.

## Личности
Родени в Домлян
- Георги Ангелов, македоно-одрински опълченец, Продоволствен транспорт на МОО, заболял от холера.[25]
- Кольо Димов, македоно-одрински опълченец, Продоволствен транспорт на МОО.[26]
- Христо Колев Велинов (15 февруари 1925 – 24 април 2010) с псевдоним Малкия – анархист